# I-DEAS
I-DEAS (englisch Integrated Design and Engineering Analysis Software) ist eine kommerzielle CAD-Software für die 3D-Konstruktion, die ursprünglich von der Firma Structural Dynamics Research Corporation (SDRC) entwickelt worden ist. SDRC wurde 2001 von dem Unternehmen Electronic Data Systems (EDS) übernommen und mit dem gleichzeitig durch EDS erworbenen Wettbewerber Unigraphics Solutions zusammengeführt. Das CAD-Produkt Unigraphics der Unigraphics Solutions und die von SDRC entwickelte CAD-Software I-DEAS werden in das gemeinsame neue CAD-Programm NX überführt. Zurzeit (März 2007) wird I-DEAS noch unter dem Namen I-DEAS (NX Series) vertrieben. EDS hat Unigraphics später als UGS Corporation an ein Privat-Equity-Konsortium abgegeben. Die Siemens-Sparte Automation and Drives (A&D) (Name Stand 2023: Siemens Digital Industries Software) hat UGS für 3,5 Milliarden US-Dollar (rund 2,7 Milliarden Euro) Anfang 2007 gekauft.
I-DEAS wurde zusammen mit weiteren Programmen als Bestandteil eines Softwarepaketes zur konzernweiten Produktentwicklung und Konstruktion innerhalb der Automobilindustrie eingesetzt. I-DEAS unterstützt parametrische Konstruktion.
I-DEAS ist modular aufgebaut. Die mehr als 30 verschiedenen Module aus den Bereichen Digital Product Design (u. a. Master Modeler, Master Drafting, Master Surfacing, Master Assembly, Viewer und Konverter), Digital Manufacturing und Digital Simulation lassen sich einzeln installieren, lizenzieren und benutzen. Von jedem Programmmodul aus wird jedoch auf die gemeinsame Datenbasis, das sogenannte Team-Verzeichnis, zugegriffen. In einem Master-Modell können die im Team-Verzeichnis in verschiedenen Versionsständen abgelegten Einzelteile zu einem Gesamtmodell des zu konstruierenden Teiles zusammengefasst werden.